# Y-Kollektiv
Y-Kollektiv ist ein deutscher YouTube-Kanal, auf dem regelmäßig kurze Videodokumentationen und Reportagen erscheinen. Der Kanal wird von Radio Bremen betrieben und von der Sendefähig GmbH aus Bremen produziert. Das Y-Kollektiv war von 2016 bis Juli 2023 ein Format von funk.
Einer Untersuchung der Otto-Brenner-Stiftung zufolge ist das Format, wie auch einige andere zu funk gehörende Reportagekanäle, ein hochwertiger Teil des New Journalism. Der Grund für diese Einordnung liege in der „erzählerischen Tiefe“ und der „authentischen Subjektivität“. Gleichzeitig werden in der Studie ein Mangel an „Transparenz, Nutzwert und Reflexivität“ der Beiträge kritisiert.
Die Filme des Kanals werden von den Journalisten Christian Tipke, Dennis Leiffels, Manuel Möglich, Julia Rehkopf, Lea Semen, Alina Schulz und Gülseren Ölcüm erstellt. Hubertus Koch ist ein ehemaliges Mitglied von Y-Kollektiv.

## Kritik
Anfang August 2023 veröffentlichte Y-Kollektiv auf Youtube eine Reportage mit dem Titel „Was hat Antifeminismus mit Rechter (sic!) Ideologie zu tun?“, die schon Ende Juli unter dem Titel „Frauen gegen Frauenrechte – das Phänomen Antifeminismus“ in der Mediathek der ARD erschienen war. Viele Youtube-Kanäle, unter anderem der Kanal Space Frogs, kritisierten den Beitrag als unethisch und tendenziös, da man die gezeigten Frauen unter einem Vorwand interviewt habe, um sie dann anzuprangern und in die Nähe von Rechtsextremen zu rücken. Y-Kollektiv nahm Anfang September 2023 mit einem Video Stellung dazu.

## Nominierungen und Auszeichnungen
Die Auszeichnungen erhielt meist nicht das Format Y-Kollektiv. Es wurden einzelne Journalisten für ihre dort gesendeten Beiträge ausgezeichnet.
| Jahr | Preis                                             | Kategorie            | Nominiert für                                                             | Gewonnen/Nominiert |             |
| ---- | ------------------------------------------------- | -------------------- | ------------------------------------------------------------------------- | ------------------ | ----------- |
| 2017 | BlaueBoje Journalistenpreis                       |                      | Bitcoin – Blase oder digitales Gold? Der Hype um die Kryptowährung        | 2. Platz           | [ 8 ] [ 9 ] |
| 2017 | Juliane-Bartel-Preis                              | Onlinevideos         | Sugarbabes: Escort und Rinsing als Studenten-Job                          | 3. Platz           | [ 10 ]      |
| 2017 | Webvideopreis Deutschland                         | Newcomer             |                                                                           | Gewonnen           | [ 11 ]      |
| 2018 | Alternativer Medienpreis                          | Macht                | Skandal bei Eliteeinheit KSK: Hitlergruß (?) und Rechtsrock               | Gewonnen           | [ 12 ]      |
| 2018 | Grimme Online Award                               | Information          |                                                                           | Nominiert          | [ 13 ]      |
| 2018 | Juliane-Bartel-Preis                              | Online-Video         | Frauen im Abseits – Sexismus im Fußball                                   | Gewonnen           | [ 14 ]      |
| 2018 | Goldene Kamera Digital Award                      | Review & Information |                                                                           | Nominiert          | [ 15 ]      |
| 2019 | Medienpreis der Deutsche Stiftung Weltbevölkerung |                      | Lieber HIV als Kondome?                                                   | Gewonnen           | [ 16 ]      |
| 2019 | Quotenmeter-Fernsehpreis                          | Beste Doku           | Der Rap Hack: Kauf dich in die Charts! Wie Klickzahlen manipuliert werden | Gewonnen           | [ 17 ]      |
| 2021 | Kurt-Magnus-Preis                                 |                      | Infokrieger – Die neuen rechten Medienmacher                              | Gewonnen           | [ 18 ]      |
| 2021 | Axel-Springer-Preis für junge Journalisten        |                      | Ungewollt nackt im Netz – Wer demütigt Frauen öffentlich auf Pornoseiten? | Gold               | [ 19 ]      |
| 2023 | Deutscher Wirtschaftsfilmpreis                    | Wirtschaftsfilme     | ChatGPT-Experiment: Das passiert, wenn die KI übernimmt                   | 2. Platz           | [ 20 ]      |